# Stan Van Tricht
Stan Van Tricht (Leuven, 20 september 1999) is een Belgisch wielrenner.

## Carrière
Van Tricht werd in 2016 25e op het Belgisch kampioenschap tijdrijden voor junioren, het volgende jaar deed hij beter met een achtste plaats. Hij werd bij de beloften in 2018 op het Belgisch kampioenschap 28e. In 2019 was hij als stagiair actief voor de Nederlandse beloftenploeg SEG Racing Academy, hij werd dertiende op het Belgisch kampioenschap tijdrijden voor beloften en reed de wegrit op het wereldkampioenschap voor beloften van dat jaar niet uit. Hij wint ook zijn eerste wedstrijd, een etappe in de Olympia's Tour.
In 2020 werd hij op de wegwedstrijd van het BK 16e en op het EK 35e. Daarnaast was hij drie keer de snelste in een wedstrijd, hij won de GP Raygeo, GP De Kroon en een etappe in de Sports Tech Arden Challenge. In 2021 was hij in de tweede helft van het jaar actief als stagiair voor Deceuninck–Quick-Step, hij werd achtste op het BK tijdrijden voor beloften. Daarnaast reed hij naar een 26e plaats op de wegwedstrijd op het EK en een 78e plaats op het WK wegwedstrijd. Van Tricht won ook het jongerenklassement in de Ronde van Rhodos en werd derde in het eindklassement, hij werd ook tweemaal derde in twee van de vier etappes. Hij won dat jaar ook Gullegem Koerse en de Omloop van Valkenswaard.
In 2022 kreeg hij een contract van World Tour-ploeg Quick Step-Alpha Vinyl waar hij een jaar eerder stagiair was. In 2024 maakte hij de overstap naar Alpecin-Deceuninck.

## Overwinningen
2019
2e etappe Olympia's Tour door Nederland
2020
GP Raygeo
3e etappe Sports Tech Arden Challenge
GP De Kroon
2021
Omloop van Valkenswaard
Gullegem Koerse
Jongerenklassement Ronde van Rhodos
2024
Coppa Bernocchi

## Resultaten in voornaamste wedstrijden
|      | \| Jaar \| Amstel Gold Race \| Luik-Bast.‑Luik \| Waalse Pijl \| Brabantse Pijl \| \| ---- \| ---------------- \| --------------- \| ----------- \| -------------- \| \| 2022 \| 53e \| \| opgave \| \| \| 2023 \| 25e \| \| \| 26e \| \| 2024 \| \| opgave \| opgave \| 62e \| \| 2025 \| \| opgave \| \| 34e \| |                 |             |                |
| Jaar | Amstel Gold Race | Luik-Bast.‑Luik | Waalse Pijl | Brabantse Pijl |
| 2022 | 53e |                 | opgave      |                |
| 2023 | 25e |                 |             | 26e            |
| 2024 | | opgave          | opgave      | 62e            |
| 2025 | | opgave          |             | 34e            |

### Resultaten in kleinere rondes
| Jaar | Tour Down Under | UAE Tour | Ronde van het Baskenland | Ronde van Romandië | Ronde van Zwitserland | Renewi Tour |
| ---- | --------------- | -------- | ------------------------ | ------------------ | --------------------- | ----------- |
| 2022 |                 | 78e      |                          |                    |                       |             |
| 2023 | 78e             |          |                          |                    |                       | opgave      |
| 2024 | 84e             |          | 102e                     | opgave             | opgave                |             |

## Ploegen
- 2020 –  SEG Racing Academy
- 2021 –  SEG Racing Academy
- 2022 –  Quick Step-Alpha Vinyl
- 2023 –  Soudal-Quick Step
- 2024 –  Alpecin-Deceuninck
- 2025 –  Alpecin-Deceuninck

Alaphilippe  · Almeida · Archbold · Asgreen · Bagioli · Ballerini · Bennett · Cattaneo · Cavagna · Cavendish · Černý · Declercq · Devenyns · Evenepoel · Garrison · Hodeg · Honoré · Jakobsen · Keisse · Knox · Lampaert · Masnada · Mørkøv · Sénéchal · Serry · Steels · Steimle · Štybar · Van Lerberghe · Vansevenant · Osborne (stagiair) · Van Tricht (stagiair)
Alaphilippe  · Asgreen · Bagioli · Ballerini · Cattaneo · Cavagna · Cavendish · Černý · Declercq · Devenyns · Evenepoel  · Honoré · Jakobsen  · Keisse · Knox · Lampaert · Masnada · Mørkøv · Schmid · Sénéchal · Serry · Steels · Steimle · Štybar · Svrček (vanaf 1/7) · Van Lerberghe · Van Tricht · Van Wilder · Vansevenant · Vernon · Vervaeke · Raccani (stagiair)
Alaphilippe · Asgreen · Bagioli · Ballerini · Cattaneo · Cavagna · Černý · Declercq · Devenyns · Evenepoel    · Hirt · Jakobsen  · Knox · Lampaert · Masnada · Merlier · Mørkøv · Pedersen · Schmid · Sénéchal · Serry · Steimle · Svrček · Van Lerberghe · Van Tricht · Van Wilder · Vansevenant · Vernon · Vervaeke
Ballerstedt · Bayer · Boven · Conci · Dillier · Gaze · Ghys · Gogl · Groves · Hermans · Hollmann · Janssens · Kielich · Kragh Andersen · Laurance · Leysen · Meurisse · Osborne · Philipsen · Planckaert · Plowright · Rickaert · Riesebeek · Sinkeldam · Uhlig · Van Den Bossche · van der Poel  · Van Tricht · Vergallito · Vermeersch
Bayer · Boven · Debruyne · Dehairs · Del Grosso · Dillier · Gaze · Ghys · Glivar · Gogl · Groves · Hermans · Hollmann · Janssens · Kielich · Meurisse · Philipsen · Planckaert · Plowright · Price-Pejtersen · Rickaert · Riesebeek · Uhlig · Van Den Bossche · van der Poel · Van Tricht · Vergallito · Vermeersch